# Juliane Siegeris
Juliane Siegeris (* 1972 in Berlin als Juliane Dehnert) ist eine deutsche Wirtschaftsinformatikerin und Professorin für Softwaretechnik an der Hochschule für Technik und Wirtschaft Berlin (HTW).

## Beruflicher Werdegang
Juliane Siegeris studierte Informatik an der Humboldt-Universität zu Berlin. Nach ihrer Promotion an der Technischen Universität Berlin (TU) arbeitete sie am Fraunhofer-Institut für Software- und Systemtechnik (ISST) und im Qualitätsmanagement der Gesellschaft für Telematikanwendungen der Gesundheitskarte mbH (gematik). Seit 2010 ist sie Professorin für Informatik im Fachgebiet Softwaretechnik an der Hochschule für Technik und Wirtschaft Berlin (HTW). Sie ist bekannt für ihr Engagement für Frauen in der Informatik, insbesondere gründete und leitet sie den Frauenstudiengang Informatik und Wirtschaft an ihrer Hochschule. Um Studentinnen der Informatik beim Berufseinstieg zu unterstützen, initiierte sie im Wintersemester 2012 an der HTW ProfIT Mentoring-Programm für Informatikstudentinnen. Seit 2020 ist sie Mitglied im Vorstand des Einstein Center Digital Future (ECDF).
In Würdigung ihrer Leistungen wurde ihr anlässlich der Wissensstadt Berlin 2021 im Rahmen der Ausstellung „Berlin – Hauptstadt der Wissenschaftlerinnen“ eine Ausstellungstafel gewidmet.

## Veröffentlichungen
- Siegeris, Juliane, Zimmermann, Armin. Workflow Model Compositions Preserving Relaxed Soundness, in: Lecture Notes in Computer Science. Lecture Notes in Computer Science, 2006, S. 177–192, doi:10.1007/11841760_13
- Marita Ripke, Juliane Siegeris: Informatik – ein Männerfach!?: Monoedukative Lehre als Alternative. Informatik-Spektrum Band 35, Nr. 5, Oktober 2012, S. 331–338, ISSN 0170-6012.
- Barke, Helena, Siegeris, Juliane, Freiheit, Jörn, Krefting, Dagmar. Gender und IT-Projekte: Neue Wege zu digitaler Teilhabe. Berlin: Verlag Barbara Budrich, 2015.